# Erioptera verralli
Erioptera verralli là một loài ruồi trong họ Limoniidae. Chúng phân bố ở miền Cổ bắc.